# Михайловский, Виктор Михайлович
Виктор Михайлович Михайловский (1846—1904) — педагог-историк и этнограф.
Родился в Вильно. После окончания в 1870 году историко-филологического факультета Киевского университета работал преподавателем истории в различных гимназиях; состоял приват-доцентом Московского университета. Был директором Московской шестиклассной прогимназии, с 1902 года — 2-й Московской гимназии.
Был награждён орденами: Св. Станислава 2-й ст. (1884), Св. Анны 2-й ст. (1888), Св. Владимира 3-й ст. (1896). Действительный статский советник с 1900 года.
Кроме статей в педагогических журналах, напечатал: «Сервет и Кальвин» (М.: Унив. тип. (М. Катков), 1883. — 42 с.), «Джон Виклеф и Ян Гус», «Первые годы парижской школы хартий», «Ганза», «Космополит на троне римских цезарей», «Древнейшие центры просвещения : Египет и Халдея» (М.: Унив. тип., 1891. — 69 с.) и др. Ему же принадлежит обширный труд: «Шаманство. Сравнительно-этнографические очерки». (М., 1892; в 2004—2013 гг. неоднократно переиздавалось). Под его редакцией был переведён труд Людвига Хойссера: История реформации. — М.: тип. Э. Лисснер и Ю. Роман, 1882. — LXXXIV, 724 с.
Был членом Московского педагогического общества, Общества любителей естествознания, антропологии и этнографии, Московского археологического общества.
Умер в Москве 26 ноября (9 декабря) 1904 года.